# Medistylus
Medistylus es un género extinto de mamíferos placentarios de la subfamilia Pachyrukhinae del orden, también extinto, de ungulados sudamericanos Notoungulata perteneciente a los Meridiungulata. Vivió en Sudamérica durante Oligoceno (Edad Mamífero Deseadense). Medistylus se conoce por dientes superiores y cráneos aislados, y su dentición inferior es desconocida. Sus restos han sido hallados en Cabeza Blanca y Las Cascadas, dos localidades fosilíferas de la Formación Sarmiento en la Provincia del Chubut, Argentina.

## Generalidades
Medistylus era uno de los paquiruquinos de mayor tamaño con dientes y molares de crecimiento continuo, muy similar a Propachyrucos. Tenía un enorme par de primeros incisivos, implantados oblicuamente, carecía de dientes entre el primer incisivo y el segundo molar, y en su lugar tenía un espacio sin dientes (diastema). Se alimentaba de pasto, probablemente cortándolo cerca del suelo, lo cual hacía que incorporara partículas abrasivas en su dieta. Poseía una gran fosa para la inserción de los músculos maseteros superficial y profundo .